# In the Blood
In the Blood (Brasil: Sangue na Veia ) é um filme de ação estadunidense de 2014, dirigido por John Stockwell e estrelado pela ex-lutadora Gina Carano, em seu segundo papel principal após Haywire, de 2011. O enredo gira em torno de uma recém-casada de 26 anos chamada Ava, que procura por seu marido depois que ele é sequestrado em sua lua de mel no Caribe.
O filme foi rodado em Porto Rico de 25 de novembro a 26 de dezembro de 2012. Apesar de interpretar uma garota de 26 anos, Gina Carano tinha 30 anos na época.

## Sinopse
Em 2002, Ava, uma garota de 14 anos de Bridgeport, Connecticut, acorda no meio da noite e vê seu pai traficante assassinado por dois intrusos mascarados, antes de pegar uma espingarda e atirar nos dois assaltantes. Doze anos depois, após uma vida difícil e se recuperando do vício em drogas e álcool, Ava casa-se com o afluente Derek Grant em Arlington, os dois tendo se encontrado enquanto participavam de reuniões de Narcóticos Anônimos.
Após a cerimônia, os recém-casados voam para sua lua de mel para uma ilha caribenha, onde a família de Derek é dona de uma casa de veraneio. Uma noite, o casal faz amizade com um jovem local chamado Manny, que os convida para uma boate, onde Ava entra em uma briga violenta com vários clientes após um encontro com o criminoso local Big Biz.
Na manhã seguinte, Manny convida Ava e Derek para montar "El Viudador" ("The Widowmaker"), uma tirolesa de uma milha de extensão na floresta tropical. Uma vez lá, Ava, que tem medo de altura, se recusa a descer a linha, mas Derek faz, e seu arnês se encaixa enquanto desce, fazendo-o cair no chão. Ava o encontra na floresta, inconsciente e gravemente ferido, mas vivo. Incapaz de andar na ambulância com o marido, ela finalmente chega ao hospital, onde os funcionários negam que Derek foi trazido. Depois de perceber que nenhuma das outras clínicas e instalações médicas da ilha admitiram seu marido, Ava vai à polícia para declará-lo desaparecido. A polícia a leva para a tirolesa, mas o dono nega estar aberto no dia em que Derek caiu e nega que ele conheça alguém envolvido. Ava começa a se ver sozinha e encalhada em uma terra estrangeira, diante da falta de ação das autoridades locais e da suspeita de seu sogro, Ava tenta reunir o que aconteceu e encontrar seu marido.

## Elenco
- Gina Carano como Ava, a personagem principal de 26 anos, que está tentando encontrar seu marido.
- Paloma Olympia Louvat retrata Ava aos 14 anos no prólogo e nos flashbacks do filme.
- Cam Gigandet como Derek Grant, o marido de Ava que desaparece em sua lua de mel.
- Ismael Cruz Córdova como Manny, um jovem local que faz amizade com Ava e Derek.
- Luis Guzmán como Chief Ramón Garza, o oficial encarregado de investigar o desaparecimento de Derek.
- Treat Williams como Robert Grant, pai de Derek, que desaprova Ava.
- Amaury Nolasco como Silvio Lugo, uma figura do crime local.
- Stephen Lang como Casey, pai de Ava, que aparece em flashbacks.
- Danny Trejo como Big Biz, uma figura do crime local.

## Recepção
No Rotten Tomatoes deu ao filme uma classificação de aprovação de 40% com base em 40 avaliações, com uma classificação média de 5/10. Ben Kenigsberg, da Variety, chamou o filme de "veículo de ação útil", enquanto, por outro lado, Nick Schager no The Village Voice o descreveu como um "filme de ação inferior", que é "sombrio" e "estereotipado". Enquanto destaca Gina Carano como  "charme beleza-beleza". No The New York Times, Andy Webster também elogiou Gina Carano, mas lamentou que ela estivesse "presa nas profundezas do filme B", esperando que alguém "desse a ela um roteiro e um diretor melhores". Escrevendo para o New York Daily News no entanto, Elizabeth Weitzman foi mais crítica de Carano, afirmando que, embora "uma força inegavelmente impressionante", ela não era "convincente" como atriz, mas notou que o filme tinha "um forte elenco de apoio, um cenário bonito e um mistério". Brian Tallerico de Rogerebert.com deu ao filme uma estrela de quatro, escrevendo que a "história do cinema está cheia de contos xenofóbicos de bonitos americanos que desaparecem em terras estrangeiras e de pessoas bonitas com a tarefa de encontrá-los".